# Lubaria
Lubaria es un género con dos especies de plantas de flores perteneciente a la familia Rutaceae. 

## Especies seleccionadas
- Lubaria aroensis
- Lubaria heterophylla